# Coccidoctonus fusculorum
Coccidoctonus fusculorum är en stekelart som beskrevs av Singh och Agarwal 1993. Coccidoctonus fusculorum ingår i släktet Coccidoctonus och familjen sköldlussteklar. Inga underarter finns listade i Catalogue of Life.